# Angela Bailey
Angela Bailey, kanadska atletinja, * 28. februar 1972, Coventry, Anglija, Združeno kraljestvo, † 31. julij 2021, Toronto
Nastopila je na olimpijskih igrah v letih 1984 in 1988, leta 1984 je osvojila srebrno medaljo v štafeti 4×100 m in šesto mesto v teku na 100 m. Na svetovnih dvoranskih prvenstvih je osvojila bronasto medaljo v teku na 60 m leta 1987, na igrah Skupnosti narodov pa tri srebrne medalje v štafeti 4x100 m.